# Jørgen Gustava Brandt
Jørgen Gustava Brandt, född 13 mars 1929, död 1 december 2006, var en dansk författare och översättare som skrev diktsamlingar, noveller, essäer och romaner.
Brandt debuterade 1949 med diktsamlingen Korn i Pelegs mark. Han var även anställd av Danmarks Radio, där han bland annat under en period var ledare för TV-teaterns dramaturgiska avdelning. Sedan 1969 var han medlem av Danska akademien.

## Priser och utmärkelser
- Kritikerpriset,  1967[5]
- Emil Aarestrup-medaljen,  1975[2]
- Holbergmedaljen,  1985[2]
- Rungstedlundprisen,  1992[6]
- Riddare av Dannebrogorden,  2000[2]

[Redigera Wikidata]